# Ljubo Milicevic
Ljubo Milicevic (n. Melbourne, Australia, 13 de febrero de 1981), futbolista australiano, con ascendencia croata. Juega de defensa y su primer equipo fue Melbourne Knights. 

## Biografía
Milicevic comenzó su carrera profesional con Melbourne Knights en Australia jugando un juego antes de mover a Perth Se enorgullecen de 1999 donde él desempeñó un papel principal en la adquisición del lado australiano Occidental a su Magnífico Final NSL primer en la vida en 2000. Él entonces se movió a Europa y continuó a jugar para FC Zürich, FC Basilea, FC Thun y BSC Young Boys en Suiza.
Él era el capitán tanto de la Australia Sub-20 como Sub-23 lado, el Olyroos, siendo hecho al capitán él fue a la Copa Mundial Sub-20 en Argentina en 2001 para llamar la atención de exploradores de club principales pero una herida de rodilla terrible sufrida durante el torneo significó que él fue negado aquella posibilidad. Él fue herido antes de las Olimpiadas de Atenas y por lo visto dio a la galería de medios el que saludo manoseado después de que marcar un gol en un partido eliminatorio, en respuesta a medios australianos afirma que el equipo de Frank Farina era la escuadrilla peor para ser alguna vez enviado a unas Olimpiadas.
Él también ha sido coronado para Australia, Su primer partido internacional contra Indonesia en 2005. Él hizo tres apariciones en la Copa Confederaciones 2005, pero no seleccionado en la escuadra de Copa Mundial 2006.
En la 2005-06 temporada, Milicevic jugó cinco partidos (cerillas) en la etapa (escena) de grupo de la Champions League para FC Thun, cuando él jugó contra pesos pesados europeos como el Arsenal F. C., Ajax F. C. y Sparta Praga
El 20 de febrero de 2007 se anunciaba que Ljubo había firmado el recibo de los campeones de A-liga actuales Melbourne Victory. Milicevic había sido cortejado por varios Primeros equipos de Liga ingleses antes de cometer a su club de ciudad natal, pero era incapaz de ganar un permiso de trabajo.

### Selección nacional
Ha sido internacional con la Selección de fútbol de Australia, ha jugado 6 partidos internacionales.

## Clubes
| Club              | País                 | Año       |
| ----------------- | -------------------- | --------- |
| Melbourne Knights | Bandera de Australia | 1998-1999 |
| Perth Glory       | Bandera de Australia | 1999-2001 |
| FC Zürich         | Bandera de Suiza     | 2001-2002 |
| FC Basel          | Bandera de Suiza     | 2002-2003 |
| FC Thun           | Bandera de Suiza     | 2004-2006 |
| BSC Young Boys    | Bandera de Suiza     | 2006-2007 |
| Melbourne Victory | Bandera de Australia | 2007-     |

- Datos: Q1110334
- Multimedia: Ljubo Milicevic / Q1110334